# Marc Adrian
Marc Adrian (* 4. Dezember 1930 in Wien; † 5. Februar 2008 ebenda) war ein österreichischer Avantgardekünstler und Filmemacher.

## Werdegang
Marc Adrian absolvierte 1948 bis 1954 ein Studium der Bildhauerei an der Akademie der bildenden Künste in Wien und ab 1965 ein Studium der Wahrnehmungspsychologie an der Universität Wien. Von 1970 bis 1973 war er Professor für Malerei und Ästhetische Theorie an der Hochschule für bildende Künste in Hamburg; 1982 und 1995/96 hatte er einen Lehrauftrag und eine Gastprofessur an den Akademien für angewandte und bildende Kunst in Wien.

## Filmografie
Marc Adrian schuf parallel zu seinen plastischen und bildenden Arbeiten eine Reihe von avantgardistischen Filmen und gehörte neben Peter Kubelka und Ferry Radax zur ersten Generation des österreichischen Avantgardefilms. Marc Adrian: Das filmische Werk ist im Sonderzahl Verlag erschienen, eine Werkmonografie „Marc Adrian“, im Ritter Verlag.

## Bibliografie
Zu seinen literarischen Arbeiten zählen inventionen, Edition Neue Texte, sowie Die Wunschpumpe, Eine Wiener Montage und die maschinentexte, beide im Gangan Verlag. Für den März Verlag übersetzte er Kenneth Patchen sowie Harry Mathews aus dem Amerikanischen.

## Auszeichnungen
- 1989: Österreichischer Kunstpreis für Film[1]